# Milton Caniff
Milton Arthur Paul "Milt" Caniff (uttal: kəˈnɪf), född 28 februari 1907, död 3 april 1988, var en amerikansk serieskapare. Han var framför allt känd för sina två äventyrsserier Terry och piraterna och Steve Canyon, och både hans berättar- och teckningsstil påverkade ett stort antal senare serieskapare.

## Biografi
Caniff föddes i Hillsboro i Ohio och var som ung aktiv scout. Han gjorde skämtteckningar för lokala tidningar under sin tid som student på Stivers Hight School i Dayton. Senare studerade han vid Ohio State University, där han tog sin examen 1930.
Därefter började Caniff arbeta som tecknare på dagstidningen Columbus Dispatch, men den rådande lågkonjunkturen ledde till att hans tjänst drogs in. Då vacklade Caniff mellan en framtid som skådespelare eller som tecknare. Den kände tidningstecknaren och kollegan på tidningen Billy Ireland gav honom rådet att fortsätta som tecknare, eftersom "skådespelare har sällan mat på bordet".

### Första serierna
1932 flyttade Caniff till New York för att ta en utlyst tjänst hos Associated Press. Han gjorde i flera månaders tid teckningar på beställning, samtidigt som han arbetade med Dickie Dare och The Gay Thirties. Därefter fick han i september samma år ta över en återkommande skämtteckning betitlad Mister Gilfeather efter att Al Capp slutat med den. Caniff fortsatte Gilfeather fram till nästa vår. Då drogs den in till förmån för den mer allmänt hållna The Gay Thirties (se ovan), som han tecknade fram tills att han lämnade AP hösten 1934.
I juli 1933 hade Caniff startat sin egenskrivna äventyrsserie, Dickie Dare. Den var påverkad av serier som Blixt Gordon och Tom Trick Titelfiguren var en yngling som drömde att han var med om äventyr tillsammans med litterära eller historiska gestalter som Robin Hood, Robinson Crusoe och kung Artur. Våren 1934 minskade Caniff de fantasiinriktade inslagen i serien, efter att Dicke inte längre drömde sina äventyr utan kom att uppleva dem under resor i olika länder. Resorna gjordes tillsammans med en frilansande skribent och tillika mentor till Dicke, "Dynamite Dan" Flynn.

### Terry och piraterna
1934 anlitades Caniff av New York Daily News för att producera en ny tecknad serie för Chicago Tribune New York News Syndicate. Daily News utgivare Joseph Medill Patterson ville ha en äventyrsserie förlagd till den mystiska Orienten, ett område som Patterson beskrev som "äventyrets sista utpost". Caniff, som knappt kunde något om Kina, läste på om landets historia och om familjer som i generationer ägnat sig åt sjöröveri. Resultatet var Terry och piraterna, serien som gjorde Caniff berömd. I likhet med Dicke Dare började Terry Lee som en pojke som var ute på resa med sin vuxne mentor, och i det här fallet var denne äventyraren Pat Ryan. Med åren kom titelfiguren att åldras, och under andra världskriget var han tillräckligt gammal för att ta värvning i US Air Force. Under de tolv år som Caniff tecknade serien kom han att introducera en mängd fascinerande figurer, av vilka de flesta var pirater eller präglade av piraternas anda.
Tidigt under seriens historia introducerades Terrys och Pats tolk och assistent Connie. Dessa kompletterades senare av den stumme och mycket reslige "Big Stoop"; både han och Connie bidrog med komiska inslag till handlingen. Andra seriefigurer inkluderade: Burma, en blondin med ett mystiskt och möjligen kriminellt förflutet; "Chopstick Joe", en  kinesisk småbrottsling; Singh Singh, en krigsherre från Kinas bergstrakter; smugglaren Judas; den lesbiska Sanjak; "Hotshot Charlie", Terrys pilotkollega under krigsåren; April Kane, en ung kvinna som var Terrys första kärlek.
Caniffs mest minnesvärda skapelse i serien var dock piratdrottningen Dragon Lady. Hon framställdes som skrupelfri och kalkylerande, men Caniff uppmuntrade läsarna att tro att hon hade varma känslor för Pat Ryan.

### Male Call
Under kriget påbörjade Caniff ytterligare en återkommande serie, en serie som var som en specialversion av Terry och piraterna – minus Terry själv men med det blonda bombnedslaget Burma. Caniff lät publicera serien uteslutande i de militära tidningarna som då gavs ut. Efter klagomål från Miami Herald om att "militärversionen av Terry och piraterna" publicerades i militära tidningar inom Heralds spridningsområdet, bytte serien namn till Male Call. Den fick också en ny huvudperson, den vackra kvinnan Miss Lace som bodde nära varenda militärbas och umgicks med rekryterna – hon kallade dem alla för "generaler". Hennes funktion var, sa Caniff vid ett antal tillfällen, var att påminna  folket i det militära vilka de kämpade för. Medan många situationer i serien kan klassificeras som dubbeltydiga, framställdes Miss Lace inte som lösaktig.
Male Call utmärkte sig för sin rättframma beskrivning av rekryternas vardagsliv. I ett avsnitt visas hur Lace dejtar en soldat som förlorat en arm. I ett annat avsnitt dansar hon med en man i civila kläder som i själva verket varit soldat och då förlorat sin syn under strid. Caniff fortsatte serien många månader efter andra världskrigets slut, men den avslutades i mars 1946.
1946 avslutade också Caniff sin medverkan på Terry och piraterna. Serien hade många läsare, men den var inte Caniffs egendom utan ägdes av syndikatet som distribuerade den –  Chicago Tribune-New York Daily News – vilket var det vanliga vid denna tid. Caniff hade blivit mer och mer frusterad över situationen och tackade ja när han blev erbjuden av Field Enterprises ägare till Chicago Sun-Times få äga sin egen serie. Han tecknade sin sista Terry och piraterna-stripp i december 1946 och introducerade sin nya serie Steve Canyon i Chicago Sun-Times månaden därpå. Vid denna tid var Caniff endast en av 2–3 syndikerade serieskapare som ägde sina egna skapelser, något som gav honom stor uppmärksamhet.

### Steve Canyon
I likhet med hans föregående serie var Steve Canyon en äventyrsserie med en pilot som huvudfigur. Canyon porträtterades inledningsvis som en civil pilot med sitt eget flygplan och lilla fraktbolag, men under Koreakriget sökte han in till US Air Force igen. Han fortsatte sedan som militär pilot under seriens alla resterande år.
Även om Steve Canyon aldrig nådde den popularitet som Terry och piraterna och dess krigstida äventyr åtnjutit, blev det en mycket framgångsrik serie sett i antal tidningar. En kortlivad TV-serie baserad på serien producerades 1958. Steve Canyon figurerade ofta som en "inofficiell talesman" för US Air Force. Seriefiguren koppling till militären blev en belastning under Vietnamnkriget, och mängden tidningar sjönk därefter. Inom pressen och i seriebranschen fortsatte dock Caniffs status som en mycket respekterad serieskapare, och han fortsatte att teckna serien fram till sin död 1988. Steve Canyon publicerades ett antal månader efter hans död men slutade i juni 1988, eftersom Caniff beslutat att ingen annan skulle få fortsätta teckna serien.
Bifiguren Charlie Vanilla, som ofta syntes med en glasstrut, var baserad på Caniffs nära vän Charles Russhon. Denne var en tidigare fotograf och flyglöjtnant som senare verkade som teknisk rådgivare vid James Bond-inspelningar. Madame Lynx var baserad på Madame Egelichi, en femme fatale och spion (spelad av Ilona Massey i Bröderna Marx film Love Happy från 1949. Filmrollen väckte Caniffs intresse, och han lejde Ilona Massy till att posera för figurstudier till skapandet av Madame Lynx. Caniff formgav Pipper the Pier efter John Kennedy och Miss Mizzou efter Marilyn Monroe.

### Den sista tiden

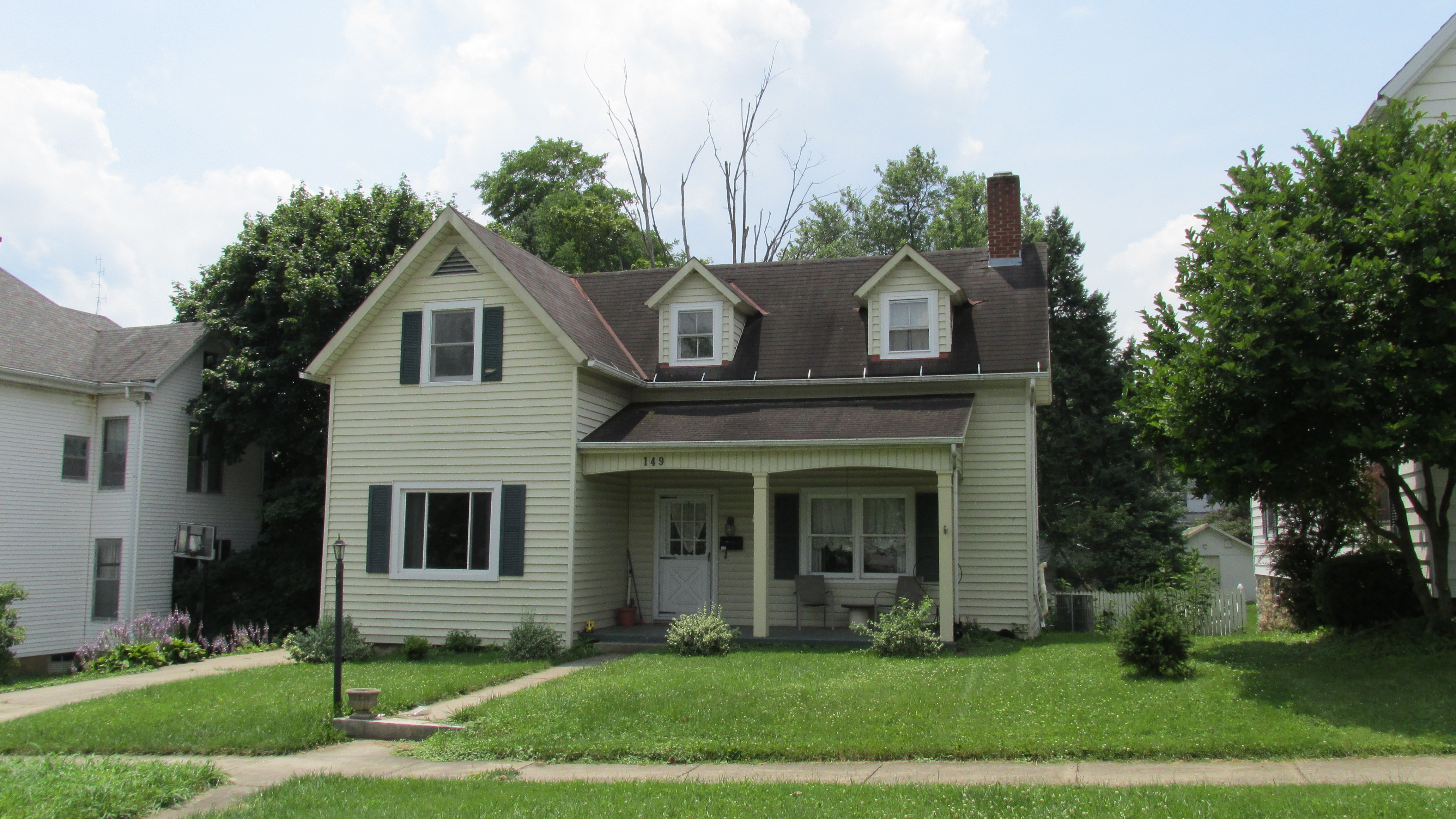
Birthplace of Milton Caniff located at 149 East North Street in Hillsboro, Ohio

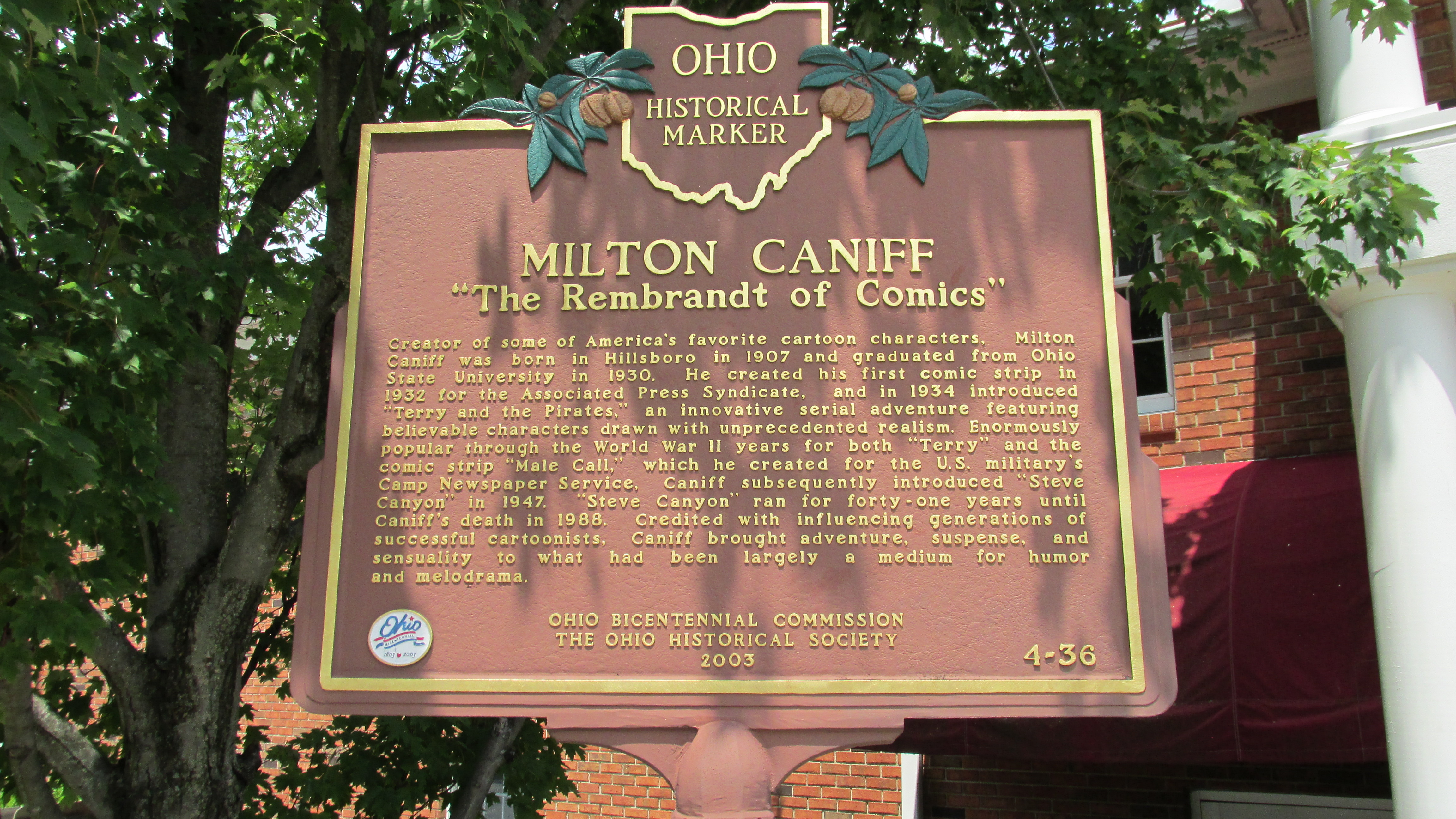
Milton Caniff Ohio Historical Marker located at the Highland County District Library in Hillsboro, Ohio

Milton Caniff avled den 3 maj 1988. Han begravdes på Mount Repose Cemetery i Haverstraw i delstaten New York.

## Erkännande och betydelse
Milton Caniff var en av grundarna av National Cartoonists Society och tjänstgjorde 1948 och 1949 som föreningens ordförande. Han fick 1947 motta dess första Cartoonist of the Year Award. 1972 fick han motta Reuben Award för Steve Canyon.
1988 invaldes Caniff i Will Eisner Comic Book Hall of Fame.
1977 blev Milton Caniffs stora samling av dokument och originalserier grunden för det som senare kom att bli Billy Ireland Cartoon Library & Museum. Materialet motsvarar knappt 20 kubikmeter, fördelat på 526 lådor, förutom drygt 12 000 serieoriginal och 59 folianter.
Tillsammans med Hal Foster och Alex Raymond hade Caniffs teckningsstil en stor påverkan på många tecknare i den amerikanska serietidnings- och äventyrsseriebranschen under decennierna runt mitten av 1900-talet. Caniffs kontrastrika stil influerade namn som Jack Kirby, Frank Robbins, Lee Elias, Bob Kane, Mike Sekowsky, John Romita, Sr., Johnny Craig, William Overgard och Doug Wildey. I Europa har serieskapare som Jijé, Hubinon och Hugo Pratt tagit efter hela eller delar av stilen.
2009 meddelades att Caniffs arvingar beställt en överföring av de NBC-serien Steve Canyon till DVD-format. Dessa 34 avsnitt producerades 1958–1959, med Dean Fredericks i titelrollen.